# Macrima
Macrima là một chi bọ cánh cứng trong họ Chrysomelidae.
Chi này được miêu tả khoa học năm 1878 bởi Baly.

## Các loài
Các loài trong chi này gồm:
- Macrima bifida Yang, 1992
- Macrima ferrugina Jiang, 1990